# 七尾与史
七尾 与史（ななお よし、1969年6月3日 -）は日本の推理作家、歯科医師。静岡県浜松市出身、浜松市中央区在住。血液型はA型。

## 経歴・人物
山村正夫記念小説講座で創作を学び、宝島社主催の第8回『このミステリーがすごい!』大賞に応募した『死亡フラグが立ちました!』が最終選考に残る。結局受賞には至らなかったが内容が評価され、2010年7月に41歳で隠し玉（編集部推薦）として同作で作家デビューした。死亡フラグシリーズは累計54万部を突破。
現在も歯科医として歯科医院を経営する傍ら、執筆活動を続けている。妻帯者であり、夫婦でタイを旅行するのが好きだという。
自身と同じ第8回このミス大賞出身作家の、太朗想史郎、中山七里、伽古屋圭市とはプライベートでも仲がよく時々同期会を開催している。

## 作品リスト

### 小説

#### 死亡フラグシリーズ
- 死亡フラグが立ちました！（2010年7月 宝島社文庫）
- 死亡フラグが立ちました！ カレーde人類滅亡!? 殺人事件（2012年11月 宝島社文庫）
- 死亡フラグが立つ前に（2013年12月 宝島社文庫）
  - 収録作品：死亡フラグが立ちましたのずっと前 / 死亡フラグが立つ前に / キルキルカンパニー / ドS編集長のただならぬ婚活
- 死亡フラグが立ちました！ 超絶リアルゲーム実況殺人事件（2019年10月 宝島社文庫）

#### ドS刑事シリーズ
- ドS刑事 風が吹けば桶屋が儲かる殺人事件（2011年8月 幻冬舎 / 2013年4月 幻冬舎文庫）
- ドS刑事 朱に交われば赤くなる殺人事件（2012年4月 幻冬舎 / 2013年8月 幻冬舎文庫）
- ドS刑事 三つ子の魂百まで殺人事件（2013年8月 幻冬舎 / 2014年8月 幻冬舎文庫）
- ドS刑事 桃栗三年柿八年殺人事件（2015年4月 幻冬舎 / 2016年12月 幻冬舎文庫）
- ドS刑事 さわらぬ神に祟りなし殺人事件（2017年3月 幻冬舎 / 2019年8月 幻冬舎文庫）
- ドS刑事 井の中の蛙大海を知らず殺人事件（2019年3月 幻冬舎 / 2021年4月 幻冬舎文庫）
- ドS刑事 二度あることは三度ある殺人事件（2020年11月 幻冬舎 / 2022年10月 幻冬舎文庫）
- ドS刑事 事実は小説よりも奇なり殺人事件（2023年3月 幻冬舎 / 2025年4月 幻冬舎文庫）

#### 山手線探偵シリーズ
- 山手線探偵 まわる各駅停車と消えたチワワの謎|山手線探偵 まわる各駅停車と消えたチワワの謎（2012年6月 ポプラ文庫）
- 山手線探偵2 まわる各駅停車と消えた初恋の謎（2013年2月 ポプラ文庫）
- 山手線探偵3 まわる各駅停車と消えた妖精の謎（2014年6月 ポプラ文庫）

#### バリ3探偵 圏内ちゃんシリーズ
- バリ3探偵 圏内ちゃん（2014年9月 新潮文庫nex）
- バリ3探偵 圏内ちゃん 忌女板小町殺人事件（2015年9月 新潮文庫nex）
- バリ3探偵 圏内ちゃん 凸撃忌女即身仏事件（2016年9月 新潮文庫nex）

#### ランチ刑事の事件簿シリーズ
- ティファニーで昼食を ランチ刑事の事件簿（2016年5月 ハルキ文庫）
- 隠し味は殺意 ランチ刑事の事件簿(2)（2018年9月 ハルキ文庫）

#### 偶然屋シリーズ
- 偶然屋（2016年6月 小学館 / 2018年10月 小学館文庫）
- 偶然屋 2 闇に揺れるツインテール（2021年8月 小学館文庫）

#### その他の作品
- 失踪トロピカル（2011年2月 徳間文庫）
- 殺しも芸の肥やし 殺戮ガール（2011年12月 宝島社）
  - 【改題】殺戮ガール（2012年5月 宝島社文庫）
- 沈没ホテルとカオスすぎる仲間たち（2012年7月 廣済堂出版）
  - 【改題】僕は沈没ホテルで殺される（2016年10月 幻冬舎文庫）
- 妄想刑事エニグマの執着（2014年11月 徳間書店 / 2017年2月 徳間文庫）
- すずらん通り ベルサイユ書房（2015年4月 光文社文庫）
- 表参道・リドルデンタルクリニック（2015年7月 実業之日本社）
  - 【改題】歯科女探偵（2017年8月 実業之日本社文庫）
- 僕はもう憑かれたよ（2015年9月 宝島社 / 2017年3月 宝島社文庫）
- ヴィヴィアンの読書会（2015年11月 PHP文芸文庫）
- トイプー警察犬 メグレ（2016年2月 講談社タイガ）
- トイプー警察犬 メグレ 神隠しと消えた殺意の謎（2016年9月 講談社タイガ）
- 死なせない屋（2018年3月 朝日文庫）
- すずらん通り ベルサイユ書房 リターンズ！（2018年5月 光文社文庫）
- 死神医師（2018年6月 講談社タイガ）
- 東京プレデターズ チャンネル登録お願いします！（2020年5月 ハルキ文庫）
- 全裸刑事チャーリー（2021年12月 宝島社 / 2023年6月 宝島社文庫）
  - 収録作品：全裸刑事チャーリー / 恐怖の全裸車両 / オシャレな股間!? 殺人事件 / 真夏の黒い巨塔？ 殺人事件 / 戦慄！ 股間認証殺人事件 / 衝撃！ 股間グラビア殺人事件 / 旅の恥は脱ぎ捨て!? 事件 / 股間カフェ / インソムニア殺人事件 / 股間カフェ PART2 / チン紋探偵ベンさん / 驚異のM検伝説 / 世界一パンツを脱がない男の秘密 / オンライン捜査会議殺人事件 / チン急事態宣言殺人事件
- 無邪気な神々の無慈悲なたわむれ（2022年1月 二見書房）
- イーヴィル・デッド 駄菓子屋ファウストの悪魔（2022年5月 実業之日本社）

#### アンソロジー
「」内が七尾与史の作品
- 10分間ミステリー（2012年2月 宝島社文庫）「全裸刑事チャーリー」
- 5分で読める！ ひと駅ストーリー 降車編（2012年12月 宝島社文庫）「全裸刑事チャーリー 恐怖の全裸車両」
- もっとすごい！ 10分間ミステリー（2013年5月 宝島社文庫）「全裸刑事チャーリー オシャレな股間!? 殺人事件」
- 5分で読める！ ひと駅ストーリー 夏の記憶東口編（2013年7月 宝島社文庫）「全裸刑事チャーリー 真夏の黒い巨塔？ 殺人事件」
- 5分で読める！ ひと駅ストーリー 冬の記憶西口編（2013年12月 宝島社文庫）「全裸刑事チャーリー 戦慄！ 真冬のアベサダ事件」
- 5分で読める！ ひと駅ストーリー 本の物語（2014年12月 宝島社文庫）「全裸刑事チャーリー 衝撃！ 股間グラビア殺人事件」
- 謎の放課後 学校の七不思議（2015年8月 角川文庫）「学園諜報部SIA」
- 5分で読める！ ひと駅ストーリー 旅の話（2015年12月 宝島社文庫）「全裸刑事チャーリー 旅の恥は脱ぎ捨て!? 事件」
- 5分で笑える！ おバカで愉快な物語（2016年3月 宝島社文庫）「全裸刑事チャーリー」「全裸刑事チャーリー 恐怖の全裸車両」「全裸刑事チャーリー オシャレな股間!? 殺人事件」
- 10分間ミステリー THE BEST（2016年9月 宝島社文庫）「全裸刑事チャーリー」
- 推理作家謎友録 日本推理作家協会70周年記念エッセイ（2017年8月 角川文庫）※エッセイアンソロジー「デビューしてから」
- 特選 THE どんでん返し（2019年4月 双葉文庫）「それは単なる偶然」
- 3分で読める！ コーヒーブレイクに読む喫茶店の物語（2020年6月 宝島社文庫）「全裸刑事チャーリー股間カフェ」
- 刑事コロンボの帰還（2020年10月 二見書房）「コロンボの初仕事」
- 1話3分で驚きの結末！ 大どんでん返しの物語（2021年3月 宝島社）「全裸刑事チャーリー 衝撃！ 股間グラビア殺人事件」
- 3分で読める！ 眠れない夜に読む心ほぐれる物語（2021年7月 宝島社文庫）「全裸刑事チャーリー インソムニア殺人事件」
- 3分で読める！ 誰にも言えない○○の物語（2022年5月 宝島社文庫）「誰にも言えない全裸刑事チャーリーの秘密の物語」
- 3分で殺す！ 不連続な25の殺人（2023年9月 宝島社文庫）「全裸刑事チャーリー股間カフェ」
- 七つの大罪（2025年7月 宝島社）「オセロシンドローム」

#### 単著未収録作品
- ドクター・キリオ（『小説現代』2012年12月号）
- 白と黒のドクター（『小説現代』2013年8月号）
- 黒い殺意はオレンジ色に染まる（『小説現代』2013年10月号）

### 解説
- エネミイ（森村誠一著、2011年12月 光文社）

### その他
- グサっと痛いけど超やる気が出るドSな言葉（2018年12月 すばる舎）

## 映像化作品

### バラエティー
- 超再現!ミステリー（2012年5月15日、日本テレビ、原作：死亡フラグが立ちました！）

### テレビドラマ
- ドS刑事（2015年4月11日 - 6月20日、全11話、日本テレビ系「土曜ドラマ」枠、主演：多部未華子）
- 死亡フラグが立ちました！（2019年10月25日 - 12月13日、全8話、関西テレビ「カンテレドラマらぼ」枠、主演：小関裕太）[6]